# Asura strigulata
Asura strigulata är en fjärilsart som beskrevs av Rothschild. Asura strigulata ingår i släktet Asura och familjen björnspinnare. Inga underarter finns listade i Catalogue of Life.